# Waffen-SS

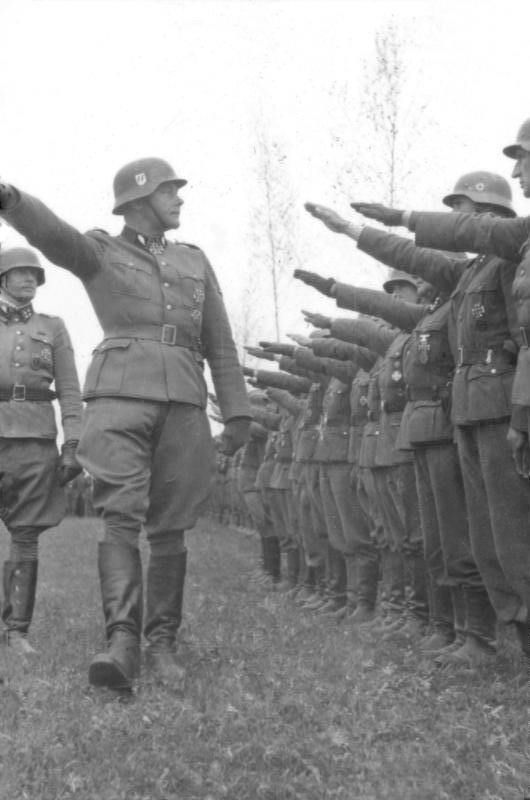
Waffen-SS-Division „Das Reich“ (Sowjetunion 1942)

Der Oberbegriff Waffen-SS wurde im Zuge der Vorbereitungen zur Schaffung eines zentralen Ergänzungsamtes und SS-Ergänzungsstellen in allen Wehrkreisen im November 1939 als neue Sammelbezeichnung für die schon früher aufgestellten bewaffneten SS-Einheiten der nationalsozialistischen SS erstmals verwendet. Der Waffen-SS gehörten sowohl Kampfverbände als auch die Wachmannschaften der Konzentrationslager an, die Wachmannschaften wurden von den Totenkopf-Wachsturmbannen und den SS-Totenkopfstandarten gestellt. Letztere wurden 1941 in die Waffen-SS überführt, wobei die meisten Standarten als reguläre SS-Infanterie-Regimenter in SS-Divisionen eingegliedert wurden. Nur noch den drei Regimentern der späteren 3. SS-Panzer-Division „Totenkopf“ und den Wachverbänden der Konzentrationslager war es erlaubt, den Kragenspiegel mit dem Totenkopf zu tragen. Es gab einen regen Personalaustausch zwischen den die KZ bewachenden Totenkopfverbänden, der „Totenkopf“-Division, und weiteren Verbänden der Waffen-SS.
Ihre Kampfverbände wurden im Zweiten Weltkrieg dem Oberbefehl der Wehrmacht unterstellt, kämpften an der Front und wurden zur Sicherung der okkupierten Gebiete gegen Widerstandskämpfer eingesetzt. Einige Divisionen der Waffen-SS gehörten zumindest phasenweise zu den kampfkräftigsten Verbänden der deutschen Streitkräfte. Aufgrund ihrer Beteiligung am Holocaust, am Porajmos und an zahlreichen Kriegsverbrechen und Verbrechen gegen die zivile Bevölkerung wurde sie 1946 im Nürnberger Prozess gegen die Hauptkriegsverbrecher vom Internationalen Militärgerichtshof zur verbrecherischen Organisation erklärt. In Deutschland sind die Verbreitung von Propagandamaterial und die Verwendung von Kennzeichen der SS strafbar (§§ 86 und 86a StGB).

## Überblick
Beim Angriffskrieg gegen Polen waren die SS-Regimenter und -Bataillone noch auf verschiedene Armeen der Wehrmacht verteilt. Nach der raschen Eroberung wurden (ab Oktober 1939) die SS-Standarten und SS-Wachverbände in SS-Divisionen (SS-Verfügungsdivision, SS-Division Totenkopf) zusammengefasst und durch zum Teil aggressive Anwerbung zu einer selbstständigen militärischen Organisation ausgebaut. Die Wehrmacht gab Aufnahmequoten vor, ebenso auch, welche Jahrgänge angeworben werden konnten. Nur Kriegsfreiwillige (noch nicht Wehrpflichtige) konnten unbegrenzt aufgenommen werden, SS-Angehörige wurden zwangsweise in die SS-Totenkopfstandarten eingezogen, aus eroberten Gebieten wurden „Volksdeutsche“ zwangsrekrutiert, die mangels Reichsbürgerschaft nicht in der Wehrmacht dienen konnten. Ab 1941 warb die Waffen-SS zunehmend ausländische Freiwillige an, ab 1944 betrug der Anteil an „Fremdländischen“  mehr als die Hälfte. Die Führung und Verantwortung lag jedoch immer bei deutschstämmigem SS-Personal.
Die Waffen-SS umfasste bis zu 914.000 Angehörige, im Juni 1944 verfügte sie noch über etwa 600.000 Soldaten. Einheiten der Waffen-SS wurden an der Front und zur Sicherung besetzter Gebiete eingesetzt und waren für zahlreiche Kriegsverbrechen verantwortlich, zum Beispiel in Oradour-sur-Glane und Sant’Anna di Stazzema. Angehörige der Waffen-SS waren unter dem Deckmantel der „Partisanenbekämpfung“, als bewaffnete Ausführende der Einsatzgruppen der Sicherheitspolizei und des SD sowie mit ihren Totenkopfverbänden und zwei Brigaden auch direkt am Holocaust beteiligt. Nach dem gescheiterten Attentat vom 20. Juli 1944 auf Hitler, an dem Offiziere der Wehrmacht maßgeblich beteiligt waren, wurden der Waffen-SS weitere bis dahin der Wehrmacht zustehende Kompetenzen übertragen; so erhielt Himmler den Befehl über das Ersatzheer und die Abwehr.
Die NS-Propaganda stellte die Waffen-SS als Elitetruppe mit dem Nimbus der Unbesiegbarkeit dar. Sie tat sich aber vor allem durch besondere Härte und Grausamkeit hervor, insbesondere gegen die Zivilbevölkerung. Mit der SS wurde die Waffen-SS im Nürnberger Prozess gegen die Hauptkriegsverbrecher 1946 als verbrecherische Organisation verboten. In Österreich wurde darüber hinaus ein Werbungs- und Propagandaverbot erlassen.
Ab 1951 organisierten sich bis zu 250.000 westdeutsche Veteranen der Waffen-SS in der Hilfsgemeinschaft auf Gegenseitigkeit der Angehörigen der ehemaligen Waffen-SS (HIAG), um ihre Interessen zu vertreten. Neben der HIAG gilt in Österreich die „Kameradschaft IV“ (K IV) als Interessen- und Traditionsverband der Waffen-SS. Die Rolle der Waffen-SS wurde im Rahmen der Bitburg-Kontroverse (1985) und der von Günter Grass bekanntgegebenen Waffen-SS-Mitgliedschaft (2006) erneut diskutiert.

## Wurzeln
Der Kern der Waffen-SS entstand aus drei verschiedenen Einheiten, der Leibstandarte SS Adolf Hitler, einer auf Adolf Hitler verpflichteten persönlichen Leibwache, der SS-Verfügungstruppe, die 1934 aus den „Politischen Bereitschaften“ der SS entstand, und den SS-Totenkopfstandarten, die für die Bewachung der Konzentrationslager zuständig waren.

### Leibstandarte
Nur die Leibstandarte SS Adolf Hitler wurde auf direkten Führerbefehl im März 1933 aufgestellt. Sie rekrutierte sich zum Zeitpunkt ihrer Aufstellung überwiegend aus ehemaligen SA-Männern. Finanziert wurde die Truppe durch die preußische Landespolizei, auf deren Soldliste die Angehörigen der Leibstandarte standen. Die Einheit erhielt ihre militärische Grundausbildung vom 9. (Preußischen) Infanterie-Regiment, das als Eliteverband galt. Die anfangs sehr kleine Truppe, die in ihrer Zwitterstellung rechtlich und formal keine vergleichbaren Vorläufer hatte, erregte bei der Reichswehr, die für sich das Militärmonopol beanspruchte, zunächst keinen Argwohn.
Die erste maßgebliche innenpolitische Aufgabe war die Teilnahme an der Entmachtung der SA (Exekution der SA-Führung unter dem Vorwand ein „Röhm-Putsch“ stünde bevor), gemeinsam mit Teilen der SS-Wachverbände, im Juni 1934. Danach wurde die SS selbständig.

### Verfügungstruppe
Die SS-Verfügungstruppe wurde von Reichswehrminister Werner von Blomberg am 24. September 1934 genehmigt und aus den sogenannten „Politischen Bereitschaften“ – etwa 120 Mann starke, kasernierte Sonderkommandos, die jeweils den SS-Oberabschnitten regional und dezentral zugeordnet waren – aufgestellt. Ursprüngliche Aufgabe der Bereitschaften war der „Schutz höherer SS- und NSDAP-Führer“. Zusammen mit der SA wurden sie offiziell als Hilfspolizei im Straßendienst eingesetzt. Dabei nahmen sie an sogenannten wilden Verhaftungen politischer Gegner teil und betrieben auch eigene Gefängnisse. Trotz der Regierungsübernahme war die Machtstellung des NS-Regimes politisch noch nicht gefestigt und sollte durch bewaffnete Einheiten gestützt werden. Die SS-Verfügungstruppe war trotz ihrer militärischen Ausrichtung zunächst primär als innenpolitische Eingreifreserve der Partei gedacht und nicht als klassischer militärischer Verband.
Die SS begann 1934 in Bad Tölz und 1935 in Braunschweig SS-Junkerschulen einzurichten, die als einheitlich militärische Ausbildungsinstitutionen für den SS-Führungsnachwuchs vorgesehen waren. Ihre Ausbildungsrichtlinien lehnten sich neben der ideologischen Indoktrination an die militärfachlichen Vorgaben der Kriegsschulen des Heeres an. Himmler, der Reichsführer SS und Chef der Deutschen Polizei, strebte eine Professionalisierung der Verfügungstruppen an, deren Mitglieder militärische Ausbildungen erhielten. Das Dienstgrad- und Besoldungssystem wurde an das des Heeres angeglichen. Die Verfügungstruppe wurde nun etatmäßig an das Reichsministerium des Innern angegliedert. Mit der Inspektion der SS-Verfügungstruppe unter dem ehemaligen Generalleutnant der Reichswehr und späteren SS-Oberst-Gruppenführer Paul Hausser schuf Himmler so etwas wie einen eigenen Generalstab. 1935 bestand die Verfügungstruppe aus der Leibstandarte mit 2.600 Mann und den SS-Standarten Deutschland und Germania mit 5.040 Mann.
Die Stabswache Berlin und die Sonderkommandos der SS hatten annähernd militärische Organisationsformen und wurden auch in der Regel von ehemaligen Reichswehr- oder Polizeioffizieren geführt. Trotzdem handelte es sich offiziell um keine militärischen Einheiten, wie ein Befehl des Führers der SS-Totenkopfverbände Theodor Eicke von 1936 verdeutlicht: „Wir tragen keine Waffen, um dem Heere ähnlich zu sehen, sondern um sie zu gebrauchen, wenn Führer und Bewegung in Gefahr sind“.

### Totenkopfverbände

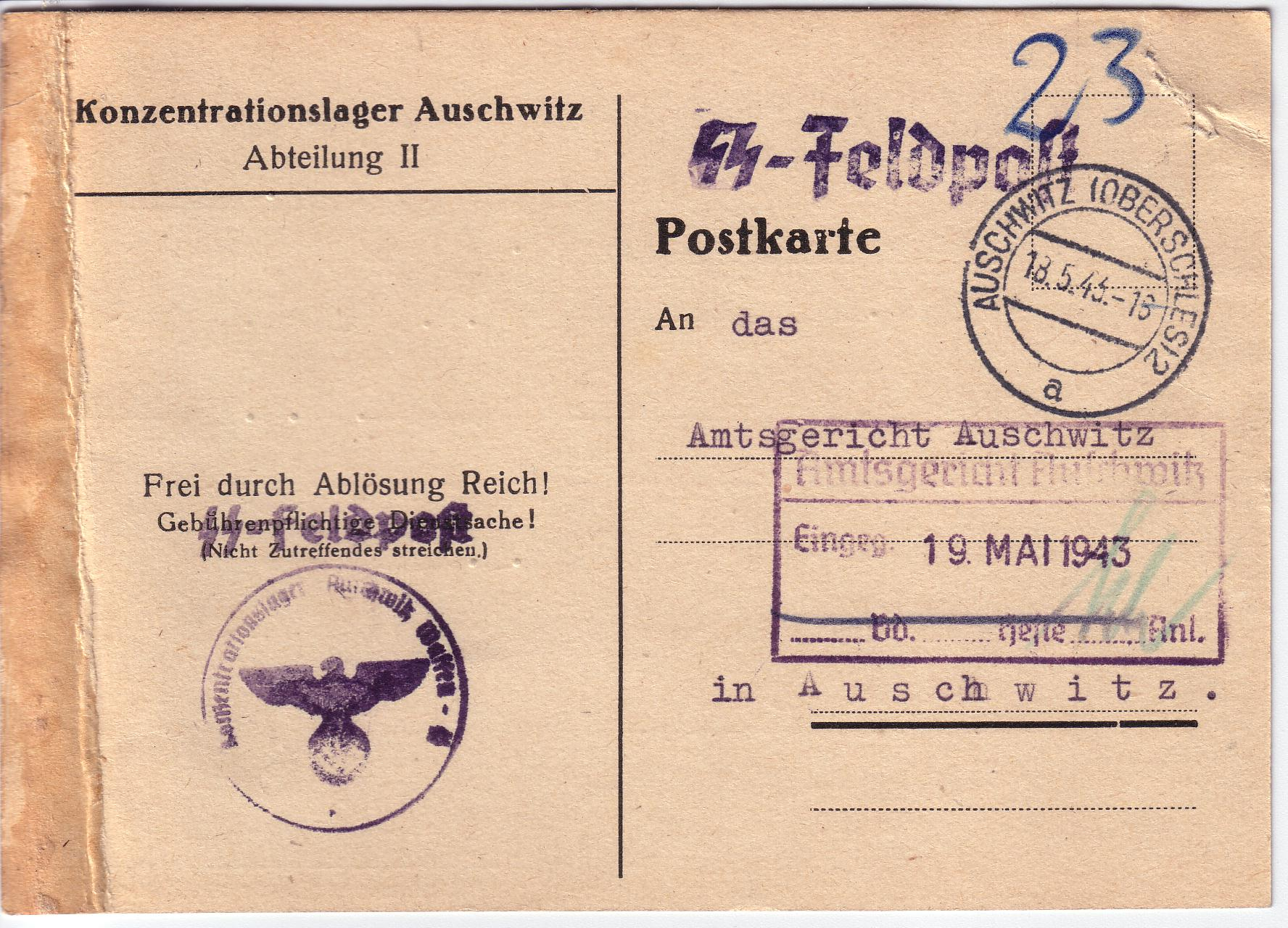
Postkarte mit Dienstsiegel „Konzentrationslager Auschwitz Waffen-SS“

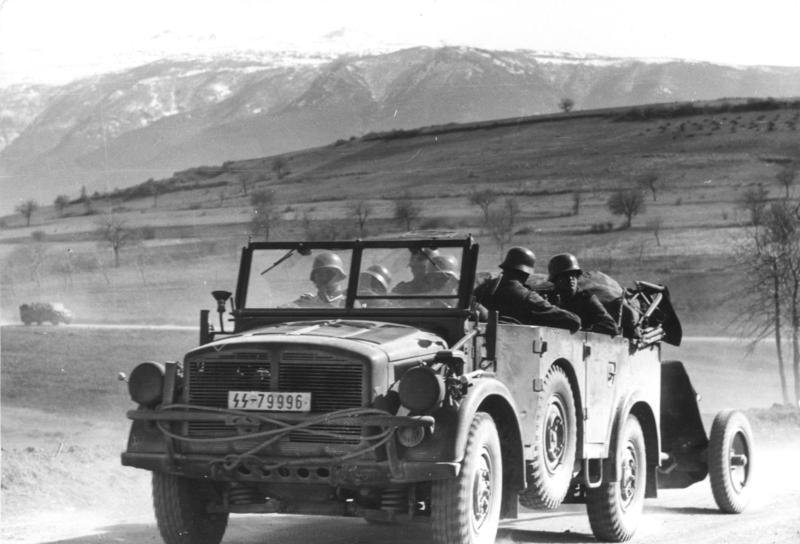
Schwerer geländegängiger PKW der „Leibstandarte SS Adolf Hitler“

Die SS-Totenkopfverbände rekrutierten sich 1935 auch aus Teilen der anderen SS-Sonderkommandos, sofern sie zur Bewachung eines Konzentrationslagers eingesetzt wurden. Im August 1934 wurden alle SS-Einheiten der KZs Theodor Eicke unterstellt. Offiziell gehörten die als SS-Wachverbände bezeichneten KZ-Einheiten zur Allgemeinen SS, doch agierten sie innerhalb dieser autonom. Eicke wurde zum Inspekteur der Konzentrationslager (IKL) befördert und innerhalb dieser Dienststelle unmittelbar Himmler unterstellt. Als Führer der SS-Totenkopfstandarten unterstand Eicke ab 1937 dem SS-Hauptamt. Somit wiesen die Totenkopfverbände eine Zwitterstellung innerhalb der Gesamt-SS auf, die bis zum Kriegsende 1945 andauern sollte. Die reorganisierten Wachverbände hatten primär die Aufgabe, weiterhin den Wachdienst in den KZs auszuüben. Sie nahmen aber auch an den Mord-Einsätzen der Einsatzgruppen in Polen und der Sowjetunion teil.
Es gab einen umfangreichen Personalaustausch der Totenkopfverbände mit den anderen SS-Einheiten.

## Der militärische Ausbau zur Waffen-SS
Sowohl Ernst Röhm mit der SA als auch Himmler – ab 1929 Reichsführer SS – hatten militärpolitische Ambitionen. Himmler war entschlossen, aus seinen Verbänden nach und nach vollwertige militärische Einheiten zu formen, die auch über schwere Waffen verfügen sollten.
Nach der Liquidierung Röhms versicherte Hitler, die Reichswehr bleibe der „einzige Waffenträger der Nation“. Die Verantwortlichen der Reichswehr begrüßten die Entmachtung der SA als mögliche bewaffnete Konkurrenz und waren weiterhin bestrebt, ihr Militärmonopol zu wahren. Sie unternahmen alles, um einen weiteren Ausbau des paramilitärischen Arms der SS zu vereiteln. Daraus entwickelte sich eine jahrelange Auseinandersetzung zwischen SS und Heeresführung.
Nach der Blomberg-Fritsch-Krise 1938 übernahm Hitler die Nachfolge von Reichswehrminister von Blomberg, entließ den Oberbefehlshaber des Heeres Generaloberst Werner von Fritsch und der Generalstabschef trat zurück. Damit stellte er alle Weichen für eine Gleichschaltung des Militärs (sogenannte militärische Machtergreifung), der einzigen Institution, welche die unumschränkte Macht des NS-Regimes noch ernsthaft hätte gefährden können; sie verlor in der Folge ihr militärisches Monopol im Deutschen Reich.
Im Führererlass vom August 1938 erlaubte er die Aufstellung von SS-Truppen mit eigener Artillerie und legte deren Frontverwendung im Mobilmachungsfall unter Wehrmachtführung fest. Hitler hatte sich eine Truppe zu seiner ganz persönlichen Verfügung geschaffen, die sich durch „unbedingte Treue“ ihm gegenüber auszeichnen sollte. Von diesen beiden Merkmalen wurde die weitere Entwicklung der SS und ihre rechtliche und tatsächliche Stellung im Dritten Reich bestimmt. Himmler hat diesen beiden Merkmalen der SS den „Elitegedanken“ hinzugefügt. Die SS sollte nicht nur im Einsatz für Hitler politisch zuverlässig sein, sondern zu einer rassischen und politischen Führerschicht im Sinne der nationalsozialistischen Ideologie gebildet werden.
Die Waffen-SS wurde schließlich ab Ende 1939 aus heterogenen Teilen aufgebaut. Binnen weniger Monate wurde sie auf dreieinhalb Divisionen erweitert: die Verfügungsdivision, die später in „Das Reich“ umbenannt wurde, die aus den Totenkopfverbänden hervorgegangene Totenkopfdivision mit zunächst 18.000 Mann und die aus Kräften der Ordnungspolizei gebildete Polizeidivision. Die Leibstandarte wurde zu einem verstärkten motorisierten Infanterieregiment ausgebaut.

## Organisatorischer Aufbau Ende 1939

Organisationsstruktur der SS und Polizei

Der Begriff Waffen-SS wurde im Laufe des Novembers 1939 als Bezeichnung eines von der Wehrmacht geforderten zentralen Ergänzungsamtes für Einstellungen in SS-Standarten und die Polizei eingeführt („Ergänzungsamt der Waffen-SS“) und anfangs nur im Ergänzungsbereich verwendet – vor allem bei Inseraten im ersten Halbjahr 1940, die flächendeckend über regionale Termine von Annahmeuntersuchungen für Waffen-SS und Polizei informierten. Auch im Sprachgebrauch der SS-Administration wurde der Begriff erst im Laufe des Jahres 1940 geläufig und konnte sich als Oberbegriff von Verfügungstruppe und Totenkopfverbände durchsetzen. Ende 1940 wurde zudem eine große Werbekampagne in den Printmedien und im Rundfunk gestartet, um die Bezeichnung „Waffen-SS“ auch allgemein einzuführen und bekannt zu machen.
Das früheste bekannte Dokument, das den Begriff Waffen-SS verwendet, ist ein SS-Befehl vom 7. November 1939, in dem Angehörige der Allgemeinen SS darauf hingewiesen wurden, dass sie bei Meldung Reserveführer in der Waffen-SS und der Polizei werden könnten. Waffen-SS war zuerst der Oberbegriff für die „bewaffneten Einheiten der SS und Polizei“ und bezog sich auf die Kompetenzbereiche des neu zu schaffenden und von der Wehrmacht mit Wirkung zum 1. Dezember 1939 autorisierten Ergänzungsamts der Waffen-SS, das in jedem Wehrkreis mit einer SS-Ergänzungsstelle vertreten und zur Beantragung von UK-Stellungen für die SS-Truppen und die Schutzpolizei befugt war. Nach Verhandlungen mit dem Ergänzungsamt der Waffen-SS erkannte die Wehrmacht Anfang März 1940 die SS-Verfügungsdivision und die SS-Totenkopfdivision als kämpfende Einheiten und damit als Parallelarmee an, demnach zählten folgende Verbände, Dienststellen und Ämter zur Waffen-SS:
1. SS-V-Division
2. SS-Totenkopf-Division
3. SS-Polizei-Division
4. SS-Junkerschulen
5. SS-Totenkopf-Standarten
6. Ergänzungsamt der Waffen-SS (SS-Erg.Amt)
7. Waffen- und Geräteamt der Waffen-SS (SS W. u. G.Amt)
8. Personalamt der Waffen-SS (SS-Pers.Amt)
9. Amt Reichsverteidigung der Waffen-SS (Amt RV)
10. Fürsorge- und Versorgungsamt der Waffen-SS (SS-F. u. V.Amt)
11. Sanitätsamt der Waffen-SS (SS-San.Amt)
12. Verwaltungsamt der Waffen-SS (SS-V.Amt)
13. SS-Gericht
14. Leibstandarte SS Adolf Hitler

Die SS-Totenkopfstandarten wurden im März 1940 von der Wehrmacht nicht als Teil der kämpfenden Einheiten akzeptiert, ihr Status blieb offen. Die Polizei-Division wurde als Waffen-SS-Einheit anerkannt, blieb aber bis 1942 organisatorisch bei der Ordnungspolizei und wurde erst im Laufe des Jahres 1942 zumindest teilweise in die SS-Administration übernommen.
Hitler überließ Himmler die Entscheidung, wie die SS intern gegliedert werden solle; insgesamt wurden 179 Dienststellen der Allgemeinen SS der Waffen-SS zugeführt.
Hitler begründete 1940 die Notwendigkeit der Waffen-SS:

„Das Großdeutsche Reich in seiner endgültigen Gestalt wird mit seinen Grenzen nicht ausschließlich Volkskörper umspannen, die von vornherein dem Reich wohlwollend gegenüber stehen. Über den Kern des Reiches hinaus ist es daher notwendig, eine Staatstruppenpolizei zu schaffen, die in jeder Situation befähigt ist, die Autorität des Reiches im Innern zu vertreten und durchzusetzen.“

Der Historiker Bernd Wegner bemerkte zur Umbenennung in „Waffen-SS“:

„Der ungewöhnlich anmutende Vorgang einer ‚schleichenden‘ Neubenennung stellt sich, rückblickend betrachtet, als ein äußerst geschickter, freilich eher psychologisch als machtpolitisch wirksamer Schachzug einer gleichermaßen auf Expansion wie Integration zielenden Politik dar. Denn die Einführung des Sammelnamens ‚Waffen-SS‘ signalisierte ebenso den Willen zu einer möglichst wehrmachtunabhängigen SS-Armee wie den Anspruch auf Gleichwertigkeit aller SS-Truppenteile untereinander – nahm also die bislang vom Heer abgelehnte militärdienstliche Gleichbehandlung von Verfügungstruppen, Totenkopfverbänden und Junkerschulen begrifflich schon vorweg. Aber nicht nur das: Zu einem Zeitpunkt, als die SS 3½ Divisionen fast gleichzeitig aufgestellt hatte, wurde deren gemeinsamer Name auch zu einer Chiffre für das von Himmler gewünschte, ihm aber noch nicht zugebilligte SS-Generalkommando.“

Die Waffen-SS umfasste schließlich alle Einheiten der Schutzstaffel, die dem Führungshauptamt und innerhalb dieses Amtes dem Kommandoamt der Waffen-SS unterstellt waren. Dazu zählten sowohl die SS-Divisionen (operativ dem Heer unterstellt) als auch die SS-Totenkopf-Wachsturmbanne, die organisatorisch ab 1940/41 dem Wirtschafts- und Verwaltungshauptamt der SS zugeordnet waren, das für die Konzentrations- und Vernichtungslager zuständig war. Truppendienstlich jedoch unterstanden diese Totenkopfeinheiten weiterhin dem Kommandoamt der Waffen-SS. Die „SS-Totenkopfstandarten“ waren keine Verbände der Waffen-SS für den Fronteinsatz. Zwischen den KZ-Wachmannschaften und der SS-Division Totenkopf gab es jedoch einen regen Personalaustausch, so wurden von den rund 60.000 Angehörigen der Wachmannschaften ca. 20.000 mit Fronteinheiten ausgetauscht.

## Militärische Kompetenz und erste Kriegseinsätze
Nach der Mobilmachung wurden SS-Verfügungstruppe und einzelne SS-Standarten dem Oberkommando des Heeres unterstellt, kämpften aber während des Angriffes auf Polen weder alle an der Front noch als eigenständige Großverbände. So wurden die Regimenter einschließlich des selbständigen Regiments der Leibstandarte auf verschiedene Heeresverbände verteilt. Die Totenkopfstandarten Oberbayern, Thüringen und Brandenburg wurden nicht an der Front eingesetzt, sondern im Hinterland zu sogenannten Befriedungs- und Säuberungsaktionen (siehe auch Verbrechen der Wehrmacht in Polen), ebenso wie Teile der SS-Polizeidivision, die aber auch andere Sicherungs- und Ordnungsaufgaben im gesamten besetzten Gebiet wahrnahm. Nach der Einrichtung des Generalgouvernements am 26. Oktober 1939 wurden Teile der Totenkopfverbände und der Polizeidivision dieser NS-Zivilverwaltung unterstellt.
Die Leibstandarte fiel durch Gräuel- und Gewalttaten auf, so wurden beispielsweise polnische Ortschaften in Brand gesetzt, was von übergeordneten Wehrmacht-Kommandeuren verurteilt wurde. Auch der militärische Wert der an der Front eingesetzten SS-Einheiten wurde von der Wehrmacht eher kritisch bewertet. Trotz der durch die Junkerschulen und den Einfluss von Paul Hausser zu diesem Zeitpunkt einigermaßen gut ausgebildeten Offiziere fehlte es vor allen Dingen an militärisch qualifizierten Unteroffizieren. Das führte dazu, dass manche SS-Verbände bei Offiziersverlusten im Gefecht die Ordnung verloren, was sie (zusätzlich zu den ohnehin vorhandenen Vorbehalten) in den Augen der Wehrmacht als militärisch eher unzuverlässige Einheiten erscheinen ließ.
Bei Beginn des Westfeldzuges verfügte die SS bereits über 56.000 Mann ohne die Totenkopfverbände, was aber noch immer ein verschwindend geringer Anteil an der Gesamtstärke der deutschen Truppen darstellte. Hitler ordnete 1939/40 an, dass die für die Teilnahme am Westfeldzug vorgesehenen SS-Verbände vollständig motorisiert sein sollten (Fahrzeuge für den Truppen- und Materialtransport sowie für die Artillerie), was in diesem Fall durchaus als Bevorzugung anzusehen war, da 1939 gerade einmal 16 der 157 Divisionen des Heeres motorisiert waren. Da die Rüstungsbetriebe aber bereits Schwierigkeiten hatten, genügend Lastwagen und Schützenpanzer zur Deckung des Bedarfs der Wehrmacht zu produzieren, monierte das SS-Hauptamt Anfang 1940 die ungenügenden Zuteilungszahlen. Ähnliche Probleme gab es hinsichtlich der schweren Waffen, hier monierte die SS noch im Februar/März (1940), dass mindestens eine SS-Einheit über gar keine schweren Waffen (Artillerie, Mörser, PaKs, schw. Maschinengewehre) und über eine zu geringe Anzahl von Karabinern verfügte. Eine kurzfristige Lösung wurde am Heereswaffenamt vorbei – da die Wehrmacht hier nicht allzu kooperativ war – durch das Akquirieren von tschechischen Fahrzeugen, Karabinern und Maschinengewehren gefunden.
In den Beneluxländern und Frankreich offenbarten sich dann deutliche Mängel in der Gefechtsführung, was aber nicht durch überdurchschnittliche Einsatzbereitschaft und Motivation kompensiert werden konnte, sondern die Verluste durch übereiltes und unplanmäßiges Vorgehen noch zusätzlich erhöhte. Immer wieder kam es zu Auseinandersetzungen zwischen Wehrmacht- und SS-Befehlshabern, was Taktik und Operationsführung anging. Bei einem Streit zwischen General Erich Hoepner und Theodor Eicke, der als Divisionskommandeur über keinerlei militärische Ausbildung verfügte, kam es zum Eklat, als Eicke aufgrund seiner Äußerung „Verluste spielen keine Rolle“ von Hoepner als „Schlächter“ bezeichnet wurde. Auch zeigten sich durch den schnellen Ausbau und die erlittenen Verluste an erfahrenen Führern erstmals Mängel hinsichtlich der Qualität der Offiziersausbildung.
Hitler zeigte sich dennoch nach der Niederlage Frankreichs zufrieden mit den „Leistungen“ der SS und hob sie anlässlich seiner Rede zur Siegesparade 1940 in Berlin lobend hervor. Der Begriff Waffen-SS fand nach dem Sieg über Frankreich erstmals auch offiziell Verwendung. Auch bedingt durch eine höhere Zuteilungsquote an neu entwickelten Panzern, steigerte sich ab etwa 1942 die militärische Effizienz vieler Divisionen der Waffen-SS, wie beispielsweise bei dem Unternehmen Zitadelle oder der Schlacht bei Charkow (1943) ersichtlich.

## Personalentwicklung der Waffen-SS
Die folgende Tabelle gibt einen groben Überblick zur Entwicklung der tatsächlich vorhandenen Personalstärke der Verbände der Waffen-SS im Zeitraum von 1937 bis zur Jahresmitte 1944.
|            | Waffen-SS | davon Feldtruppe |
| ---------- | --------- | ---------------- |
| 31.12.1937 | 016.902   |                  |
| 31.12.1938 | 022.718   |                  |
| 01.05.1940 | 090.638   |                  |
| 01.09.1942 | 236.099   | 141.975          |
| 31.12.1943 | 501.049   | 257.472          |
| 30.06.1944 | 594.443   | 368.654          |

## Selbst- und Fremdwahrnehmung, Motivation
Die Waffen-SS stilisierte sich nicht nur selbst zu einer Truppe, deren Angehörige als hart und männlich, verwegen und tapfer sowie unerschütterlich treu und aufopferungsvoll bis in den Tod galten, sondern sie hatte auch den Ruf, im Krieg besonders draufgängerisch, vor allem aber rücksichtslos und brutal gegenüber Gefangenen und der Zivilbevölkerung zu sein.
Die Propagandakompanien der Waffen-SS sorgten für eine weit überproportionale Berichterstattung in den Medien. Obwohl die Waffen-SS 1943 nur fünf Divisionen von 120 deutschen Divisionen an der Ostfront stellte, handelten über 40 % der Zeitungsberichte in Deutschen Reich 1943 über die Ostfront vom Einsatz dieser fünf Verbände.
Die amerikanische Military Intelligence, die den Auftrag der Feindaufklärung hatte, versuchte während des Zweiten Weltkriegs, durch Befragung von Kriegsgefangenen Aufschluss darüber zu erhalten, was den inneren Zusammenhalt der deutschen Streitkräfte ausmachte. Sie fanden ihre Annahme vielfach bestätigt, dass ein harter Kern von Nationalsozialisten die militärischen Einheiten ideologisch und militärisch zusammenhielt. Die Größe des harten Kerns lag bei zehn bis fünfzehn Prozent. Fallschirmjäger- und Waffen-SS-Divisionen hätten jedoch einen weit höheren Anteil überzeugter Nationalsozialisten gehabt, oft die gesamte befragte Gruppe.

## Kriegsverbrechen und Beteiligung am Holocaust im Osten

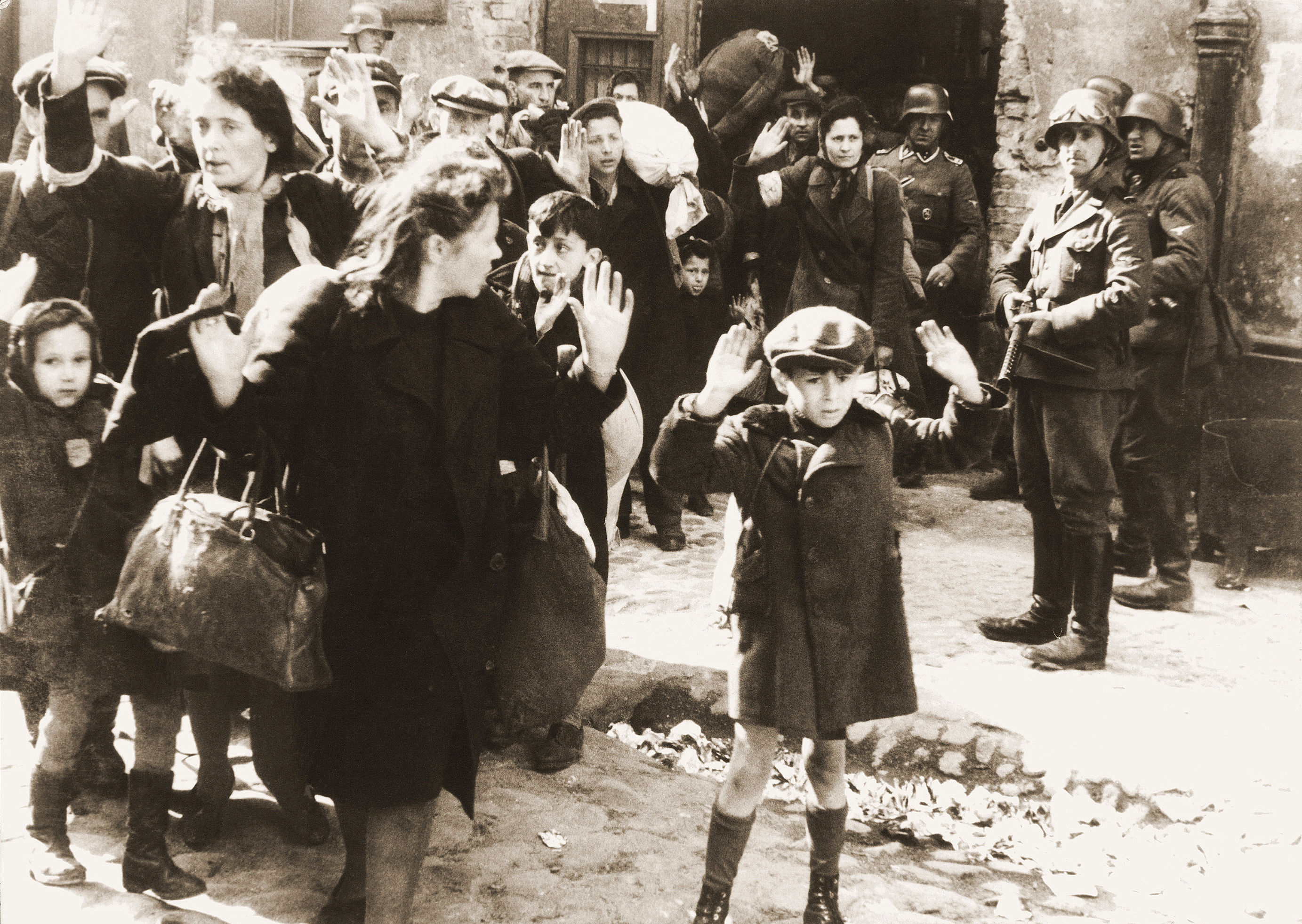
Das berühmte Foto des Jungen aus dem Warschauer Ghetto zeigt Verhaftungen durch Angehörige der Waffen-SS

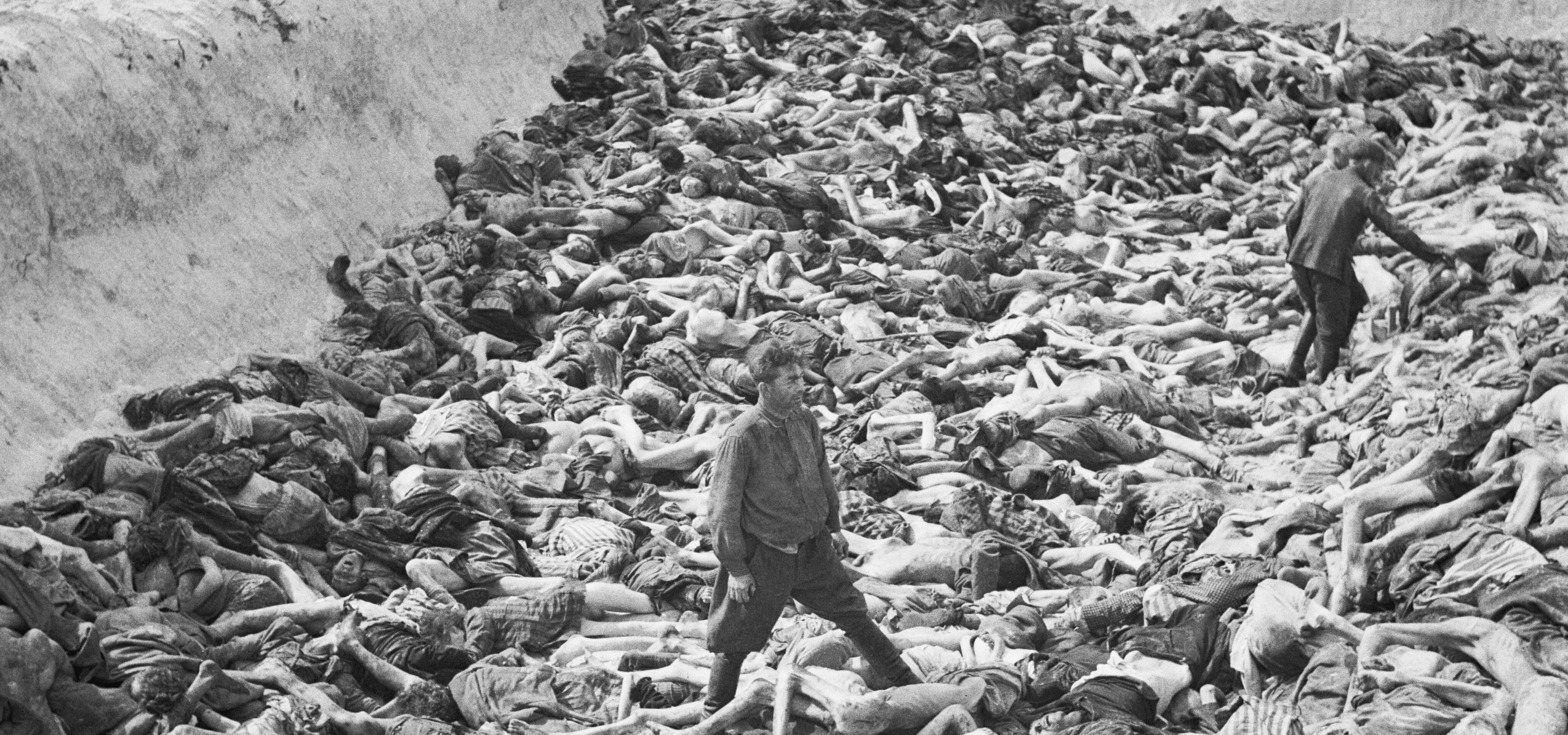
Fritz Klein in einem Massengrab im KZ Bergen-Belsen nach dessen Befreiung im April 1945

Von nahezu allen Einheiten der Waffen-SS, nicht nur ihren Freiwilligen- und Waffen-Divisionen, wurden in so gut wie allen vom Deutschen Reich überfallenen und besetzten Ländern Kriegsverbrechen unterschiedlichen Ausmaßes begangen, vor allem gegen die Zivilbevölkerung. Während solche in den westeuropäischen Ländern allerdings eher vereinzelte Ereignisse blieben, wenngleich – wie die unten folgende Auflistung zeigt – nicht selten mit hunderten Toten an einem Schauplatz, nahmen sie in den osteuropäischen Staaten, vor allem aber ab 1941 in der Sowjetunion, Ausmaße an, die alles bisher Dagewesene in den Schatten stellten.
Diese enthemmte Tötungsbereitschaft lässt sich keinesfalls nur, wie meist zu lesen ist, auf die ideologische Ausrichtung der Führungsspitze und der verantwortlichen Truppenführer reduzieren. Vielmehr belegen zahlreiche Studien, dass auch SS-Mitglieder niedrigeren militärischen Ranges häufig bereit waren, die radikalen Vorgaben und Befehle ihrer Führer nicht nur zu befolgen und zu erfüllen, sondern sie sogar noch durch entsprechende Eigeninitiativen zu übertreffen. So zeigte beispielsweise eine Studie über das Vorgehen der dem Kommandostab Reichsführer SS unterstellten drei Brigaden der Waffen-SS (1. und 2. SS-Brigade, SS-Kavalleriebrigade), die mit Beginn des Krieges gegen die UdSSR ausschließlich in den rückwärtigen Heeresgebieten zum Einsatz kamen, dass gerade diese Verbände in besonderem Maße zur Radikalisierung jener Entwicklung beitrugen, die schließlich noch im Sommer 1941 zur unterschiedslosen Tötung aller jüdischen Männer, Frauen und Kinder in den von den Deutschen besetzten Gebieten der Sowjetunion führte. Allein in den ersten sechs Monaten des Ostkrieges ermordeten die SS-Kavalleriebrigade und die 1. SS-Brigade nicht weniger als 57.000 jüdische Männer, Frauen und Kinder. Der überwiegende Teil davon entfiel auf die von Hermann Fegelein geführte SS-Kavalleriebrigade mit rund 40.000 Getöteten.
Darüber hinaus wurde auch zwischen den Feldeinheiten der SS-Divisionen und den SS-Einsatzgruppen, die hinter der Front in großem Maßstab Massaker an Juden begingen, sowie den ebenfalls zur Waffen-SS zählenden Wachmannschaften der Konzentrationslager Personal ausgetauscht. Beim Massaker von Babyn Jar vor Kiew ermordeten Einsatzgruppen der Waffen-SS und der SS nach dem Einmarsch in Kiew am 29./30. September 1941 etwa 33.000 Menschen.

### Massaker auf weiteren Kriegsschauplätzen
- Während des Westfeldzuges eroberte das motorisierte SS-Infanterieregiment „Leibstandarte SS Adolf Hitler“ im Mai 1940 die Ortschaft Wormhout in Nordfrankreich. Mindestens 45 gefangene britische Soldaten wurden von Angehörigen der „Leibstandarte“ erschossen (→ Massaker von Wormhout)
- Am 27. Mai 1940 erschossen Einheiten der SS-Totenkopf-Division 99 britische Kriegsgefangene (→ Massaker von Le Paradis).
- Einen Tag nach der Landung der Alliierten in der Normandie, am 7. Juni 1944, erschossen Soldaten der SS-Panzer-Division „Hitler-Jugend“ etwa hundert kanadische Kriegsgefangene und fuhren mit Panzern über deren Leichen.
- Beim Massaker von Oradour am 10. Juni 1944 erschoss eine Kompanie der 2. SS-Panzer-Division „Das Reich“ 642 Einwohner, darunter auch 245 Frauen und 207 Kinder, oder verbrannte sie in ihren Häusern bei lebendigem Leibe.
- Beim Malmedy-Massaker am 17. Dezember 1944 erschossen Soldaten der Waffen-SS bei Malmedy etwa 70 US-Soldaten, die sich bereits ergeben hatten.
- Massaker von Maillé am 25. August 1944: im westfranzösischen 500-Einwohner-Dorf Maillé ermordete ein Bataillon der Waffen-SS, das im nahe gelegenen Chatellerault stationiert war, aus Rache für Aktivitäten der Résistance 124 Menschen, unter ihnen 44 Kinder.[18]
- Massaker von Rechnitz an 200 jüdischen Zwangsarbeitern, 24. März 1945.
- Am 20. April 2004 begann in La Spezia, Italien, der Prozess gegen die Waffen-SS-Offiziere Gerhard Sommer, Ludwig Sonntag und Alfred Schöneberg wegen eines Massakers am 12. August 1944 in Sant’Anna di Stazzema bei Lucca in der Toskana, bei dem 560 Zivilisten ermordet wurden, darunter 142 Kinder. Im Juni 2005 wurden Sommer und neun Soldaten seiner Einheit in Abwesenheit zu lebenslanger Haft verurteilt. Die Staatsanwaltschaft Stuttgart ermittelt mit dem Ziel einer Anklage in Deutschland.
- Am 8. Juli 2004 begann in La Spezia, Italien, der Prozess gegen Waffen-SS-Offizier Hermann Langer wegen eines Massakers im toskanischen Kloster Farneta bei Lucca am 2. September 1944, bei dem 60 Zivilisten ermordet wurden. Er wurde jedoch am 10. Dezember 2004 in Abwesenheit aus Mangel an Beweisen freigesprochen.

Kämpfer der Waffen-SS haben in den letzten Kriegstagen eine Vielzahl von deutschen Soldaten und Zivilisten wegen „Wehrkraftzersetzung“ oder Desertion hingerichtet.
1942 wurde mit Mitteln der Waffen-SS unter dem Dach der Forschungsgemeinschaft Deutsches Ahnenerbe e. V. das Institut für wehrwissenschaftliche Forschung gegründet. Dieses Institut führte unter anderem tödliche Menschenversuche in nationalsozialistischen Konzentrationslagern
an Häftlingen durch. 20 der über 3000 KZ-Ärzte und drei weitere Verantwortliche wurden nach dem Krieg im Nürnberger Ärzteprozess zur Rechenschaft gezogen. Einige beteiligte Wissenschaftler waren Mitglieder der Waffen-SS.

## Blutgruppentätowierung
Ein wichtiges Kennzeichen war die Tätowierung der Blutgruppe, die in der Regel jeder Angehörige der Waffen-SS auf der Innenseite des linken Oberarms trug. Dieser Umstand erleichterte den Alliierten während und nach dem Krieg die Zuordnung angeblicher Wehrmachtsangehöriger und Zivilisten zur Waffen-SS. Oft versuchten Angehörige der Waffen-SS, sich vor der Gefangennahme durch andere Uniformen und Kleidung zu tarnen.

## Verluste
In der Literatur wurde schon zu Kriegszeiten der falsche Mythos vom „Opfergang der Waffen-SS“ gepflegt. Dabei lag im Ostkrieg, wo die Waffen-SS ihre schwersten Verluste erlitt, die Quote der tödlichen Verluste (rund 37 Prozent) weit niedriger als die Verlustquote der Wehrmacht (60 Prozent). Eine vor Jahren vorgenommene Berechnung, die auf Angaben der Wehrmachtauskunftstelle beruhte, gelangte zu dem Ergebnis, dass die Kriegstotenzahl der Waffen-SS der des Heeres exakt entsprach. Dies schließt unverhältnismäßig hohe Verluste einzelner Einheiten oder Verbände nicht aus. Overmans belegt die ähnlichen Verlustraten von Waffen-SS-Verbänden und entsprechend gegliederten Heeres-Divisionen im selben Zeitraum und am gleichen Ort und stellt fest, „dass die Verluste der Waffen-SS insgesamt nicht signifikant höher gewesen sind als diejenigen des Heeres“.
In den ersten Kriegsjahren fehlten in den Großverbänden der Waffen-SS ausgebildete Generalstabsoffiziere, so dass oft ohne ausreichende Beurteilung der Lage und ohne Rücksicht auf Verluste angegriffen wurde. Zudem bestand nicht nur der Ehrgeiz, von der skeptischen Wehrmachtführung als gleichwertige Kampftruppe anerkannt zu werden, sondern auch der, den eigenen Elite-Anspruch zu bestätigen.
Der Kriegsverlauf und die vielen neuaufgestellten Verbände minderten den Kampfwert stetig. Zwar gab es mehr gut ausgebildete Stabsoffiziere und die Führung war taktisch besser und umsichtiger als zu Kriegsbeginn. Aber die Aufgabe der Freiwilligkeit, die Lockerung der Aufnahmekriterien und schließlich das legalisierte Einziehen neuer Rekruten senkten die Kampfmoral der Mannschaften und der Unterführer nachhaltig.
Das in der Militärausbildung geltende Prinzip der „Führung von vorne“ ließ die Verluste an Offizieren hochschnellen. Häufig wurde versucht, fehlende Erfahrung mit Tollkühnheit und Todesverachtung auszugleichen. Im Laufe des Krieges ging mit den hohen Verlusten an Führern auch eine Straffung der Offiziersausbildung einher, was sich wiederum negativ auf die Truppenführung auf Zug- und Kompanieebene auswirkte. Zudem betrieb Himmler einen regen Führeraustausch zwischen Fronttruppe, SS-Ämtern, Ausbildungseinheiten und Konzentrationslagern. So kam es vor, dass gegen Kriegsende SS-Offiziere aus aufgelösten KZs in die Fronttruppe versetzt wurden (nachdem schon früher der Einsatz der KZ-Wachmannschaften wegen schlechter Kampfleistungen eingestellt worden war) und aufgrund der fehlenden Kampferfahrung als taktische Führer vollkommen versagten.

## Organisation
Während Hausser die „alte Schule“ der Preußen-Militärs in die SS-Verfügungstruppe übernehmen wollte, hatte Steiner sich nach Kriegserfahrungen aus dem Ersten Weltkrieg für das damals revolutionäre Konzept der Kampfführung von kleinen Gruppen aus entschieden (vgl. Stoßtrupp). In eine ähnliche Richtung wie Hausser dachte auch Cassius Freiherr von Montigny, der im April 1938 zu Steiner stieß. Von Montigny war ab Spätsommer 1939 organisatorisch den SS-Totenkopfverbänden zugeordnet worden.
Im Laufe des Krieges wurde sie propagandistisch als militärische Elitetruppe des Reichsführers SS Himmler neben den regulären Teilstreitkräften der Wehrmacht stilisiert und mit einem „Nimbus der Unschlagbarkeit“ umgeben.
Die Divisionen der Waffen-SS ähnelten organisatorisch denen der Wehrmacht, besaßen jedoch einige Unterschiede und waren sehr oft von größerer Personal- und Ausrüstungsstärke und entsprechend wesentlich größerer Schlagkraft als vergleichbare Heeresverbände.
SS-Infanterie-Divisionen
Diese enthielten im Gegensatz zur Wehrmacht zusätzlich ein Flak- und ein Nachschub-Bataillon.
SS-Gebirgs-Divisionen
Die Gebirgstruppen der Waffen-SS enthielten in einer Division auch eine Panzer- oder Sturmgeschütz-Kompanie, ebenso ein Flak- und ein Nachschub-Bataillon.
SS-Panzergrenadier-Divisionen
Obwohl sich die Gliederung dieser Einheiten motorisierter Infanterie, an denen der Wehrmacht orientierte, waren sie mit 15 anstatt 14 Kompanien und einem Maschinengewehr-, Flak- und Nachschub-Bataillon wesentlich stärker als vergleichbare Heeresverbände. Im Vorfeld des Unternehmens Zitadelle wurden die drei SS-Panzergrenadier-Divisionen bevorzugt mit neuen Panzern ausgestattet, so dass sie tatsächlich mehr Panzer hatten als die Panzer-Divisionen des Heeres.
SS-Panzer-Divisionen
Diese hatten im Vergleich zur Wehrmacht 15 anstatt zehn Panzergrenadier-Kompanien; die Panzer-Regimenter waren größer und beinhalteten zusätzlich ein Pionier-Bataillon, zwei Brückenleger-Kompanien, Flak-Bataillon, Nachschub-Bataillon und ein Mörser-Bataillon. Später – um 1944 – auch oft zusätzlich ein Werfer-Bataillon (vorwiegend mit dem Raketenwerfer-Typ „Nebelwerfer“ ausgerüstet, gezogen oder auf Halbkettenfahrzeugen montiert). Die innerhalb der Panzer-Divisionen selbständigen „schweren Panzer-Abteilungen“ der Waffen-SS hatten angesichts ihrer Organisation und der Ausstattung mit den berühmten Panzern Tiger und Königstiger die schlagkräftigsten Panzereinheiten des Krieges.
SS-Kavallerie-Divisionen
Bestand aus zwei motorisierten Kavallerie-Brigaden mit einer kleineren Artillerie-Einheit und einer Panzer-Bergungs- und Reparatureinheit. Daneben gab es die üblichen Unterstützungsbataillone und wiederum ein Flak- und ein Nachschub-Bataillon.
SS-Fallschirmjäger-Bataillon 500
Luftlandetruppe der Waffen-SS. Am häufigsten zu Geheimoperationen herangezogen.
SS-Sonderverbände/SS-Jagdverbände
Diese Einheiten dienten Aufklärungs-, Sabotage- und Geheimaktionen. Sie wurden im Oktober 1944 aus den ehemaligen SS-Jäger-Bataillonen und Einheiten der Division Brandenburg der Wehrmacht gebildet. Oft waren auch Truppenteile des SS-Fallschirmjäger-Bataillon 500 enthalten.
Die entscheidenden Unterschiede zu den Divisionen der Wehrmacht:
- Jede Feld-Division der Waffen-SS hatte ihre eigenen Flak- und Nachschub-Bataillone.
- Jede Gebirgs-Division hatte entweder eine Panzer- oder Sturmgeschütz-Einheit.
- Jede Panzer-Division hatte ihre eigene Werfer-Einheit.
- Alle Divisionen hatten mehr Infanterietruppen.

### Divisionen der Waffen-SS
Folgende Divisionen der Waffen-SS wurden bis Mai 1945 aufgestellt, die ab dem 22. Oktober 1943 durchnummeriert wurden. Durch die Auflösung oder Vernichtung von Divisionen wurde die entsprechende Nummer für eine neu aufgestellte Division wieder verwendet:
- 1. SS-Panzer-Division „Leibstandarte SS Adolf Hitler“ (LSSAH)
- 2. SS-Panzer-Division „Das Reich“
- 3. SS-Panzer-Division „Totenkopf“
- 4. SS-Polizei-Panzergrenadier-Division
- 5. SS-Panzer-Division „Wiking“
- 6. SS-Gebirgs-Division „Nord“
- 7. SS-Freiwilligen-Gebirgs-Division „Prinz Eugen“
- 8. SS-Kavallerie-Division „Florian Geyer“
- 9. SS-Panzer-Division „Hohenstaufen“
- 10. SS-Panzer-Division „Frundsberg“
- 11. SS-Freiwilligen-Panzergrenadier-Division „Nordland“
- 12. SS-Panzer-Division „Hitlerjugend“
- 13. Waffen-Gebirgs-Division der SS „Handschar“ (kroatische Nr. 1)
- 14. Waffen-Grenadier-Division der SS (galizische Nr. 1), später (ukrainische Nr. 1)
- 15. Waffen-Grenadier-Division der SS (lettische Nr. 1)
- 16. SS-Panzergrenadier-Division „Reichsführer SS“
- 17. SS-Panzergrenadier-Division „Götz von Berlichingen“
- 18. SS-Freiwilligen-Panzergrenadier-Division „Horst Wessel“
- 19. Waffen-Grenadier-Division der SS (lettische Nr. 2)
- 20. Waffen-Grenadier-Division der SS (estnische Nr. 1)
- 21. Waffen-Gebirgs-Division der SS „Skanderbeg“ (albanische Nr. 1)
- 22. SS-Freiwilligen-Kavallerie-Division „Maria Theresia“
- 23. Waffen-Gebirgs-Division der SS „Kama“ (kroatische Nr. 2) (frühzeitig wieder aufgelöst)
- 23. SS-Freiwilligen-Panzergrenadier-Division „Nederland“ (niederländische Nr. 1)
- 24. Waffen-Gebirgs-(Karstjäger-)Division der SS
- 25. Waffen-Grenadier-Division der SS „Hunyadi“ (ungarische Nr. 1)
- 26. Waffen-Grenadier-Division der SS (ungarische Nr. 2), auch unter den Ehrennamen Gömbös oder Hungaria bekannt
- 27. SS-Freiwilligen-Grenadier-Division „Langemarck“ (flämische Nr. 1)
- 28. SS-Freiwilligen-Panzergrenadier-Division „Wallonien“ (wallonische Nr. 1), auch: „Wallonie“
- 29. Waffen-Grenadier-Division der SS „RONA“ (russische Nr. 1) (aufgelöst im November 1944)
- 29. Waffen-Grenadier-Division der SS „Italia“ (italienische Nr. 1) (auch „Legione SS Italiana“ genannt)
- 30. Waffen-Grenadier-Division der SS (russische Nr. 2) (frühzeitig wieder aufgelöst)
- 30. Waffen-Grenadier-Division der SS (weißruthenische Nr. 1)
- 31. SS-Freiwilligen-Grenadier-Division (wird oft auch mit dem quellenmäßig nicht belegten Ehrennamen „Böhmen und Mähren“ geführt)
- 32. SS-Freiwilligen-Grenadier-Division „30. Januar“
- 33. Waffen-Kavallerie-Division der SS (ungarische Nr. 3)
- 33. Waffen-Grenadier-Division der SS „Charlemagne“ (französische Nr. 1)
- 34. SS-Freiwilligen-Grenadier-Division „Landstorm Nederland“ (niederländische Nr. 2)
- 35. SS- und Polizei-Grenadier-Division
- 36. Waffen-Grenadier-Division der SS
- 37. SS-Freiwilligen-Kavallerie-Division „Lützow“
- 38. SS-Grenadier-Division „Nibelungen“

Insgesamt wurden 38 Divisionsnummern vergeben. Dies bedeutet aber nicht, dass die Waffen-SS zu irgendeinem Zeitpunkt über 38 Divisionen verfügte oder diese Divisionen voll einsatzbereit waren und im aktiven Kampf eingesetzt werden konnten.
Insbesondere die Verbände ab der Nummer 21 waren aufgrund ihrer Aufstellung überwiegend im letzten Kriegsjahr lediglich dem Namen nach Divisionen und konnten meist ihre Aufstellung nicht abschließen, bevor sie bereits wieder aufgelöst wurden, um andere Verbände zu verstärken, oder im Kampf vernichtet wurden. Auch unterschied sich der Kampfwert der Divisionen, so der Historiker George H. Stein, nach dem Anteil der Volks- und Nichtdeutschen. Nach Burkhart Müller-Hillebrandt waren außerdem nie mehr als 22 Divisionen der Waffen-SS im Einsatz.
Anhand der vergebenen Divisionsnummern und Namen lässt sich folgendes identifizieren:
- 7 Panzer-Divisionen
- 7 Panzergrenadier-Divisionen
- 4 Kavallerie-Divisionen
- 6 Gebirgs- und Waffen-Gebirgs-Divisionen
- 5 Grenadier-Divisionen und
- 12 Waffen-Grenadier-Divisionen

Es wurden noch sieben Divisionen zur Aufstellung vorgesehen und die Namen dafür zugeteilt, jedoch konnten diese Einheiten aufgrund mangelnder Ausrüstung und der sich überschlagenden Ereignisse – das heißt der bedingungslosen Kapitulation der Wehrmacht Anfang Mai 1945 – letztlich nicht mehr aufgestellt werden:
- 39. SS-Gebirgs-Division „Andreas Hofer“
- 40. SS-Freiwilligen-Panzer-Division „Feldherrnhalle“ (ex Pz.-Gr.-Div. FHH und ex 13. Pz.-Div. der Wehrmacht)
- 41. Waffen-Grenadier-Division der SS „Kalewala“ (Der Name war 1943 schon einmal für ein deutsch-finnisches Panzergrenadierregiment in der 5. SS-Division „Wiking“ vorgesehen gewesen, das dann aber wegen politischer Rücksichtnahme nicht aufgestellt wurde.)
- 42. SS-Division „Niedersachsen“
- 43. SS-Division „Reichsmarschall“
- 44. SS-Division „Wallenstein“ (Die Division kämpfte angeblich gegen Kriegsende in Prag.)
- 45. SS-Division „Waräger“ (Dieser Name wurde bereits für die 11. SS-Division „Nordland“ während ihrer Aufstellung in Betracht gezogen.)

Unterscheidungen zwischen SS- und Waffen-SS-Divisionen
Die „Waffen-Grenadier-Divisionen“ und „Waffen-Gebirgs-Divisionen“ bestanden hauptsächlich aus ausländischen Freiwilligen. Diese Verbände, die vorwiegend aus Nichtdeutschen bestanden, wurden ab 1943 zum Teil aus den so genannten „Legionen“ gebildet, deren Angehörige (häufig in ihren Heimatländern) oft als Legionäre oder SS-Legionäre bezeichnet wurden.
Die „Freiwilligen“-Divisionen bestanden überwiegend aus Volksdeutschen, die oft alles andere als freiwillig in der Waffen-SS dienten. Dementsprechend wurde ihr Kampfwert als gering angesehen. Darüber hinaus erreichten die meisten der ab 1944 aufgestellten Divisionen (ab der 18.) niemals ihre Sollstärke und kämpften – wenn überhaupt – als Kampfgruppen im Rahmen größerer Verbände. Auch wurden, vor allem im Frühjahr 1945, SS-Divisionen verstärkt mit Verbänden der Wehrmacht aufgefüllt, wie etwa im Fall der 36. Waffen-Grenadier-Division der SS.
Zahlreiche Divisionen wurden vorzeitig aufgelöst oder im Kampf zerschlagen. Ihre Nummern wurden an neugebildete Divisionen neu vergeben. Die 23. Waffen-Gebirgs-Division der SS „Kama“ (kroatische Nr. 2) wurde aus Personalmangel vorzeitig aufgelöst. Die 29. Waffen-Grenadier-Division der SS „RONA“ (russische Nr. 1) unter Waffen-Brigadeführer Bronislaw Kaminski, die aus der berüchtigten Kaminski-Brigade hervorgegangen war, wurde im November 1944 wegen entsetzlicher Verbrechen, barbarischen Verhaltens und wilder Plünderungen bei der Niederschlagung des Warschauer Aufstands aufgelöst. Diese Division bestand nur wenige Monate, wobei nicht alle ihre Elemente zur Niederschlagung des Warschauer Aufstands entsandt wurden. Die 30. Waffen-Grenadier-Division wurde wegen Unzuverlässigkeit des Personals früh wieder aufgelöst und unter der neuen 30. Waffen-Grenadier-Division (weißruthenische Nr. 1) sowie der Wlassow-Armee aufgeteilt.
Am 12. Februar 1945 wurden beim Fall von Budapest drei SS-Divisionen (8., 22, und 33.) zerschlagen. Einige Divisionen – unter anderem auch die Leibstandarte, Das Reich, Totenkopf und Hitler-Jugend – wurden, zum Teil mehrmals, fast vollständig zerschlagen, bevor sie aus Ersatzeinheiten neu aufgestellt wurden.
Die meisten der im Frühjahr 1945 aufgestellten Divisionen wurden nicht als geschlossene Verbände eingesetzt, sondern waren zusammengewürfelte Haufen aus Teilen aktiver Divisionen, rückwärtigen Diensten der Waffen-SS, ehemaligen Marineangehörigen und hastig aufgestellten „Freiwilligen“-Formationen.

### Ausländische Freiwillige
Im europäischen Ausland führte die Beteiligung von Ausländern an der Waffen-SS beispielsweise in Jugoslawien, den Niederlanden und Frankreich auch lange nach 1945 zu politischen Auseinandersetzungen. Sie stellt unter anderem eine bleibende Belastung der Beziehungen der baltischen Staaten zu Russland dar.

### Sonderformationen
Neben den an der Front eingesetzten Einheiten und Verbänden gab es auch noch einige kleinere, die der Waffen-SS unterstellt waren, jedoch spezielle Aufgaben erfüllten und nur bedingt oder gar nicht zum Kampfeinsatz kamen:

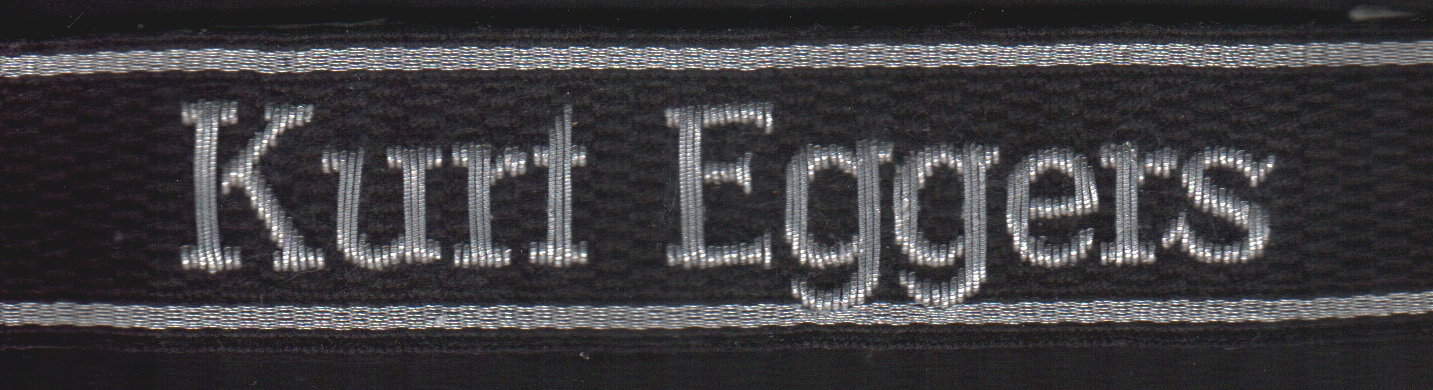
Ärmelband der SS-Standarte Kurt Eggers zur Unterscheidung von Divisionsangehörigen

- SS-Bahnschutz (Bahnpolizei-Einheiten zum Schutz von Reichsbahn und allen Bahnanlagen)
- SS-Begleitkommando (Hitlers persönliches Begleit-Bataillon)
- Begleit-Bataillon Reichsführer SS (Himmlers Begleit-Bataillon)
- SS-Flakabteilung B (SS-Flak-Einheit zum Schutz von Hitlers Berghof in Berchtesgaden gegen Luftangriffe)
- SS-Standarte Kurt Eggers (Dachverband aller SS-Kriegsberichter-Einheiten, die jeder Division zugeordnet waren)
- SS-Wehrgeologenbataillon (Militärgeologen, die je nach Bedarf an andere Einheiten angeschlossen wurden)
- SS-Röntgensturmbann (spezielles Bataillon, dem alle Röntgen-Techniker unterstanden)
- SS-Helferinnenkorps (Organisation der Frauen, die als SS-Helferinnen oder „SS-Maiden“ die Waffen-SS in ähnlicher Form wie die Wehrmachthelferinnen unterstützten)

### Dienstgrade
Da die Allgemeine SS ursprünglich eine Untergruppierung der SA war, benutzte sie dementsprechend weitestgehend auch die SA-Dienstgradbezeichnungen. SS-Angehörige mussten ihrem Dienstgrad aber das Präfix SS voranstellen. Eine Tabelle mit allen Dienstgraden der Organisationen der NSDAP ist im Artikel Organisationsstruktur der SS dargestellt.
Als Angehörige der „Gesamt-SS“ trugen Angehörige der Waffen-SS die Dienstgradbezeichnungen der Allgemeinen SS, oft auch mit dem Zusatz: der Reserve. Mit der Aufstellung von nichtdeutschen Verbänden wurde das Präfix SS dort durch Waffen-SS ersetzt; zum Teil führten die nationalen Verbände andere Rangbezeichnungen, die sich an der militärischen Tradition ihrer Herkunftsländer orientierte, beispielsweise wurden in der 29. Waffen-Grenadier-Division der SS (italienische Nr. 1) die italienischen Ränge geführt.
Die Waffen-SS-Ränge und die entsprechenden Heeresränge

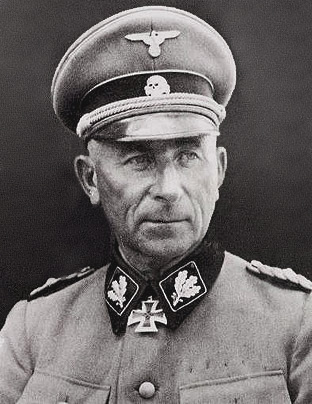
SS-Oberst-Gruppenführer und Generaloberst der Waffen-SS Paul Hausser, neben Sepp Dietrich der ranghöchste Soldat der Waffen-SS und einer von nur vier SS-Männern im Rang eines Oberst-Gruppenführers.

Die Ränge der SS waren etwa der Rangfolge der Heeresränge nachgebildet. Nicht für alle SS-Titel gab es ungefähr entsprechende Militärränge. Das Tragen war auch nicht mit entsprechender Ausbildung und Führungserfahrung bei verschiedenen Truppenteilen (dienstliche Verwendungen) verbunden, so wie es beim deutschen Militär die Regel vor einer Beförderung war.
| Waffen-SS                                                                               | Wehrmacht (Heer)                                                         |
| SS-Schütze (SS-Grenadier, -Kanonier, -Funker etc. je nach Waffengattung)                | Soldat (Schütze, Grenadier, Kanonier, Funker etc. je nach Waffengattung) |
| SS-Oberschütze (SS-Obergrenadier -Oberkanonier, -Oberfunker etc. je nach Waffengattung) | Ober…, z. B. Oberschütze … (usw., wie vor)                               |
| SS-Sturmmann                                                                            | Gefreiter                                                                |
| SS-Rottenführer                                                                         | Obergefreiter                                                            |
| keine Entsprechung in der Waffen-SS                                                     | Stabsgefreiter                                                           |
|                                                                                         |                                                                          |
| SS-Unterscharführer                                                                     | Unteroffizier                                                            |
| SS-Junker                                                                               | Fähnrich                                                                 |
| SS-Scharführer                                                                          | Unterfeldwebel                                                           |
| SS-Oberjunker                                                                           | ---                                                                      |
| SS-Oberscharführer                                                                      | Feldwebel                                                                |
| SS-Standartenjunker                                                                     | Oberfähnrich                                                             |
| SS-Hauptscharführer                                                                     | Oberfeldwebel                                                            |
| SS-Standartenoberjunker                                                                 |                                                                          |
| SS-Stabsscharführer (Dienststellung)                                                    | (Hauptfeldwebel) (Dienststellung)                                        |
| SS-Sturmscharführer                                                                     | Stabsfeldwebel                                                           |
|                                                                                         |                                                                          |
| SS-Untersturmführer                                                                     | Leutnant                                                                 |
| SS-Obersturmführer                                                                      | Oberleutnant                                                             |
| SS-Hauptsturmführer                                                                     | Hauptmann                                                                |
| SS-Sturmbannführer                                                                      | Major                                                                    |
| SS-Obersturmbannführer                                                                  | Oberstleutnant                                                           |
| SS-Standartenführer                                                                     | Oberst                                                                   |
| SS-Oberführer                                                                           | keine Entsprechung in der Wehrmacht                                      |
|                                                                                         |                                                                          |
| SS-Brigadeführer und Generalmajor der Waffen-SS                                         | Generalmajor                                                             |
| SS-Gruppenführer und Generalleutnant der Waffen-SS                                      | Generalleutnant                                                          |
| SS-Obergruppenführer und General der Waffen-SS                                          | General der Waffengattung                                                |
| SS-Oberst-Gruppenführer und Generaloberst der Waffen-SS                                 | Generaloberst                                                            |
| Reichsführer SS                                                                         | Generalfeldmarschall                                                     |

## Ausrüstung

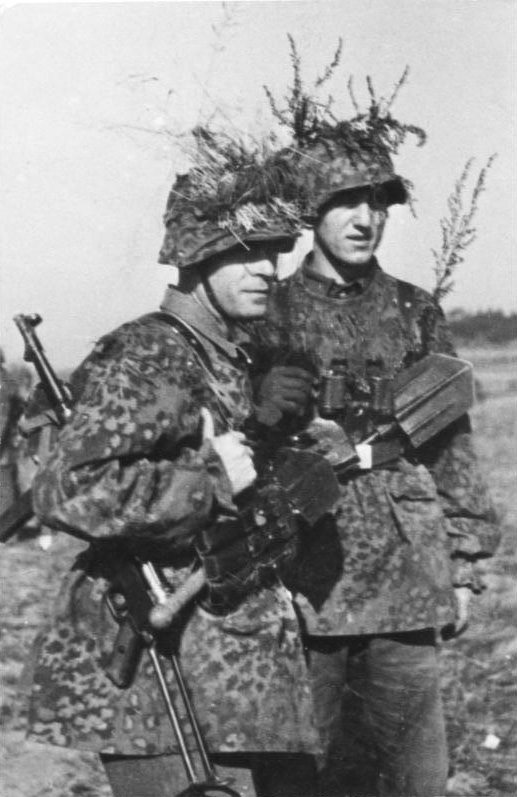
Zwei Soldaten der Waffen-SS bei der Ausbildung, mit Maschinenpistole, Klappspaten und leicht getarnten Stahlhelmen

### Konkurrierende Streitkräfte
Von Beginn an stand die Waffen-SS in Konkurrenz zur Wehrmacht um Personal, Waffen und Ausrüstung. Die deutsche Rüstungsindustrie konnte – trotz enormer Produktivitätssteigerung bis 1944 (dem Jahr mit der höchsten Produktionsrate) – den Bedarf der Fronttruppen nicht decken, und so wurde hinsichtlich Verlässlichkeit und Kampfmoral priorisiert. Da etablierte Heereslieferanten sich oft nicht dafür entschieden, die mit der Wehrmacht konkurrierende Waffen-SS zu beliefern, mussten für die Ausrüstung der SS-Einheiten mitunter neue Bezugsquellen erschlossen werden. So wurden Beutebestände genutzt, Aufträge an tschechische oder französische Betriebe vergeben oder sogar SS-eigene Rüstungsbetriebe gegründet.
Im Verlauf des Kriegs baute sich die Waffen-SS eine eigene Versorgungs-Struktur auf, wodurch diese teilweise von den Materialengpässen der Wehrmacht unabhängig war. In der zweiten Kriegshälfte wurden dann Verbände der Waffen-SS zumindest genauso gut, wenn nicht gelegentlich sogar besser ausgerüstet als die Elite-Verbände von Wehrmacht und Luftwaffe. Eine eigene Panzertruppe erhielt die Waffen-SS erst ab 1942, als ihre Verbände bereits zu einem bedeutenden Teil der deutschen Streitkräfte geworden waren. 

### Vorkriegszeit

#### Motorisierung
Verbände der SS waren frühzeitig in militärische Operationen des deutschen Reichs eingebunden. Die Remilitarisierung des Rheinlandes, der "Anschluss" Österreichs und die Besetzung des Sudetenlandes waren auch politische Aktionen, in denen eine bewaffneten Verbände der SS propagandistisch inszeniert wurden, hierzu mussten die Verbände oft große Wegstrecken zurücklegen, so dass die Motorisierung von Beginn an einen großen Stellenwert hatte. Die Vorzeigeverbände (LSSAH, Das Reich, Totenkopf) waren bis 1939 als motorisierte Infanterie-Verbände gegliedert, zum Teil noch in Regimentsstärke. Gerade bei diesen Verbänden wurde von Hitler großer Wert auf Mobilität gelegt, was dazu führte, dass diese Einheiten mitunter über mehr Fahrzeuge für den Truppentransport verfügten als vergleichbare Heereseinheiten.

#### Tarnuniformen
Nicht in den Konventionen und Strukturen der etablierten Streitkräfte arbeitend, ergab sich für die Waffen-SS die Möglichkeit frühzeitig neue Wege einzuschlagen, die teils später das Bild dieser Truppen prägten. Die Waffen-SS war weltweit die erste Truppe, die in großem Umfang mit den heute gebräuchlichen Flecktarnmustern auf ihren Uniformen experimentierte. Professor Johann Georg Schick beschäftigte sich bereits vor Beginn des Zweiten Weltkriegs mit der Entwicklung von Tarnmustern. Der SS-Sturmbannführer Wim Brandt erarbeitete eine Richtlinie für die einzelnen Ausrüstung- und Bekleidungsstücke der Waffen-SS. Die verfügbaren Produktionskapazitäten waren anfänglich jedoch sehr limitiert und der experimentelle Charakter dieses Themengebiet führte zu einer großen Anzahl unterschiedlicher Tarnmuster. Aufgrund der generell großen Tarnwirkung (feste Körper verschwimmen in ihren Umrissen) gegenüber dem menschlichen Auge verwenden zahlreiche Armeen (unter anderem auch die Bundeswehr) noch heute ähnliche Flecktarnversionen.

### Im Krieg

#### Mannstärke der Verbände
Im Detail stellt sich die höhere Personalstärke der SS-Panzergrenadier-Divisionen als ein Relikt aus der Zeit dar, zu der diese SS-Verbände noch als motorisierte Infanterie-Verbände gegliedert waren, obwohl sich die Gliederung der daraus entstandenen SS-Panzer-Divisionen grundsätzlich an der Gliederung der Panzer-Divisionen der Wehrmacht orientierte. Ein weiterer Unterschied war die Tatsache, dass die SS Mängel hinsichtlich der organischen Struktur (geringere Artillerieunterstützung, anf. nur „leichte Artillerie-Abteilungen“ etc.) kompensieren musste, das heißt, dass schwere Waffen zur Infanterieunterstützung bereits in die SS-Divisionen (z. B. Sturmgeschütz-Abteilungen bei SS-Panzergrenadier-Divisionen) eingegliedert werden mussten, anstatt wie beim Heer zeitweilig unterstellt zu werden. Dies verleitet oft zu der falschen Annahme, dass Divisionen der Waffen-SS deutlich größer bzw. schlagkräftiger als vergleichbare Heereseinheiten waren. Die Waffen-SS hatte aber tatsächlich – im Gegensatz zu Heeresverbänden – auf Korps-/Armee-Ebene keine Einheiten/Waffen (Flak-Artillerie, schwere Artillerie, schwere Mörser etc.) zur Infanteriebekämpfung, das heißt, dass divisionseigene Artillerie-Abteilungen bzw. -Regimenter in der Praxis oft nicht ausreichten und wenig mobil waren, was zur Folge hatte, dass man vor der Eingliederung der Sturmgeschütz-Abteilungen oft auf Artillerieunterstützung durch Einheiten der übergeordneten (Heeres-)Armee oder des Korps angewiesen war.
Obwohl SS-Verbände bereits 1940 während des Frankreich-Feldzuges an der Front eingesetzt wurden, waren Verbände der Waffen-SS erst ab 1941 (Griechenland, dann Sowjetunion) in großem Maßstab an Schwerpunkten der Kämpfe im Einsatz und erlitten dabei teils schwere Verluste. Im späteren Verlauf des Krieges verschlechterte sich die Personal- und Materiallage, sodass auch diese Divisionen (wie auch die meisten Heeres-Divisionen) oft nicht mehr vollständig ausgerüstet werden konnten.
Die 1944/45 aufgestellten SS-Divisionen erreichten das Personal- und Ausrüstungs-Soll nie, oft fand die Umgliederung in eine Division nur auf dem Papier statt. Die Bewaffnung dieser Grenadier-, Gebirgs- und Panzergrenadier-Divisionen war oft unzureichend, veraltet oder bestand aus Beute-Waffen. Auch solche SS-Verbände wurden oft an Kampfschwerpunkten eingesetzt, hatten aber dann hohe Verluste.

#### Schwere Waffen - Artillerie
Die Waffen-SS hatte bis zum Kriegsende mindestens ein Artillerie-Regiment mit insgesamt vier Abteilungen. Hier kamen zum Beispiel in der 4. („schweren“) Abteilung des SS-Artillerie-Regiments zwei Batterien mit je drei „17-cm-Kanonen 18“ (auf Mörserlafetten montiert, 1941 eingeführt, Reichweite: ca. 29 km), und eine Batterie mit drei bis vier „21-cm-Mörsern 18“ (ebenfalls auf Mörserlafetten, 1939 eingeführt, Reichweite: ca. 16 km) zum Einsatz. Diese Geschütztypen bildeten zwar das Rückgrat der deutschen schweren Heeresartillerie, die Lebensdauer der Rohre und die Feuergeschwindigkeit (30 Schuss pro Stunde beim 21-cm-Mörser) waren jedoch ungenügend und das Gewicht der Kanonen recht hoch (23+16 Tonnen), was die Verfügbarkeit von Artillerieunterstützung durch SS-eigene Einheiten deutlich einschränkte. Der Einsatz von Nebelwerfern versprach hier mehr Erfolg und kam der generell hohen Mobilität von Waffen-SS-Einheiten eher entgegen.
Der von der Waffen-SS initiierte Bau der Versuchsfahrzeuge, die 8-cm-Vielfachwerfer der SS, auch „Himmler-Orgel“ genannt (13 Fahrzeuge im Einsatz), der diesen Mangel beheben sollte, erwies sich aufgrund der großen Streuung und der ungenügenden Verfügbarkeit dieser Waffen als wenig erfolgreiches Projekt, sodass die vorhandenen drei SS-Vielfachwerfer-Batterien 1944 schließlich auf Nebelwerfer umgerüstet und je einem SS-Panzer-Korps unterstellt wurden. Die ab 1943 in den neu aufgestellten SS-Werfer-Abteilungen (ca. 10–15 bis Kriegsende) eingesetzten Nebelwerfer, die bereits ab 1940 für die Wehrmacht produziert wurden, erwiesen sich als erfolgreicher, führten zu einer geringeren Abhängigkeit der SS von Artillerie-Einheiten des Heeres und ermöglichten mehr Flexibilität in der Kampfführung bzw. Planung, da diese Waffen wesentlich leichter und damit mobiler als Artilleriegeschütze waren.

#### Schwere Waffen - Panzer
Bis 1943 wurden viele Verbände der Waffen-SS zu SS-Panzer-Divisionen ausgebaut und umgegliedert. Dieser Umbau begann bereits zu einem Zeitpunkt, als diese zumindest offiziell noch Panzergrenadier-Divisionen waren, sie wurden aber schrittweise zu Panzer-Divisionen ausgebaut, obwohl dazu von Hitler noch gar keine Genehmigung vorlag. Solche Verbände hätten dann, wenn man nur nach der Bezeichnung ginge, eine höhere Anzahl an Infanterie-Kompanien als eine Panzergrenadier-Division der Wehrmacht gehabt. Dieses Vorgehen wurde seitens der Wehrmacht mit Argwohn verfolgt und Himmler wurde schriftlich aufgefordert, Angaben zu Personalstärke, Gliederung und Ausbauvorhaben der SS-Einheiten zu machen, was er weitgehend ignorierte, bis Hitler schließlich den Ausbau offiziell genehmigte.

#### Schwere Waffen - Sturmgeschütze
Die Leibstandarte Adolf Hitler gehörte zu den ersten Verbänden, die Sturmgeschütze auf dem Fahrgestell des Panzerkampfwagen III erhielten, die StuG III, und diese bereits im Westfeldzug einsetzte. Das erfolgreiche Konzept dieser stark gepanzerten Artillerie zur direkten Unterstützung der Infanterie, war für die Waffen-SS in der frühen Kriegsphase ein großer Vorteil im Einsatz und auch die Waffen-SS insgesamt profitierte dann von dieser Organisationsentscheidung, die auch propagandistisch genutzt werden konnte. 
Die Wehrmacht übernahm sogar später im Krieg mitunter Gliederungen von der Waffen-SS, beispielsweise im Falle der zusätzlichen Sturmgeschütz-Abteilungen bei SS-Panzergrenadier-Divisionen (spätestens 1944), allerdings sollten hier die Sturmgeschütze beim Heer die Panzerabwehrfähigkeiten der Divisionen stärken, wobei aber dann, aufgrund des Aufkommens besser gepanzerter alliierter Kampffahrzeuge, die Erfolge zunehmend ausblieben und die Sturmgeschütze im letzten Kriegsjahr wie bei der Waffen-SS meist nur noch zur Infanterieunterstützung zum Einsatz kamen. Auf dem italienischen Kriegsschauplatz wurden Sturmgeschütze (und Panzer IV) ab Ende 1943 allerdings gerade an den von den deutschen mitunter länger gehaltenen Verteidigungslinien weiterhin auch zur Panzerabwehr eingesetzt, da die mit moderneren Panzern ausgerüsteten Panzerverbände vornehmlich in Frankreich und an der Ostfront eingesetzt wurden. 

#### Versorgung mit Nachschub
SS-Divisionen waren bzgl. der Versorgung (Verpflegung, Munition, Treibstoff) auf die Infrastruktur der übergeordneten Organisationseinheit (Armee) der Wehrmacht angewiesen, da sie nur kleine Trosse hatten. Die Nachschubeinheiten der SS-Divisionen waren vergleichsweise klein, aber meist voll motorisiert.

## Juristische Aufarbeitung der Verbrechen der Waffen-SS
Im Nürnberger Prozess gegen die Hauptkriegsverbrecher 1946 erklärte der Internationale Militärgerichtshof die Waffen-SS wie auch die allgemeine SS und die Totenkopfverbände wegen Kriegsverbrechen und Verbrechen gegen die Menschlichkeit zu verbrecherischen Organisationen.
Eine Ahndung der zahllosen Verbrechen der Waffen-SS erfolgte aber dennoch in nur sehr geringem Ausmaß. Der Historiker Martin Cüppers stellte beispielsweise fest, dass nur acht Angehörige der dem Kommandostab Reichsführer SS unterstellten SS-Einheiten, deren Treiben er in einer Studie untersuchte, welche die Bedeutung der Waffen-SS-Verbände für die Ingangsetzung der Shoah in der ehemaligen Sowjetunion unterstreicht, nach dem Krieg für ihre Verbrechen juristisch belangt wurden. Hingegen wurden mehrere Tausend ehemalige Angehörige dieser Einheiten, darunter viele, die juristisch wegen begangener Kriegsverbrechen zu verfolgen gewesen wären, nicht belangt.

## Ehemalige nach dem Krieg

### Bekannte Personen des Nachkriegs-Deutschland in der Waffen-SS
- Günter Grass (Nobelpreisträger, Schriftsteller): 10. SS-Panzer-Division „Frundsberg“
- Hardy Krüger (Filmschauspieler, Schriftsteller): 38. SS-Grenadier-Division „Nibelungen“
- Horst Tappert (Filmschauspieler, „Derrick“): 3. SS-Panzer-Division „Totenkopf“
- Herbert Reinecker (Journalist, Autor von Jugendbüchern, Romanen und Drehbüchern): 14. Kompanie des SS-Panzergrenadierregiment 1 „Totenkopf“
- Bernhard Heisig (Maler, u. a. Lehrer von Neo Rauch): 12. SS-Panzer-Division „Hitlerjugend“
- Otto Beisheim (Metro-Mitbegründer, Unternehmer): 1. SS-Panzer-Division „Leibstandarte SS Adolf Hitler“
- Hans Robert Jauß (Literaturwissenschaftler und Romanist): SS-Freiwilligen-Panzergrenadier-Brigade „Nederland“
- Franz Schönhuber (Journalist und Politiker): 33. Waffen-Grenadier-Division der SS „Charlemagne“
- Eberhard Cohrs (Filmschauspieler, Komiker): Rottenführer, Wachmannschaft des KZ Sachsenhausen
- Henri Nannen (Gründer, Herausgeber und Chefredakteur des Magazins „Stern“): SS-Standarte Kurt Eggers, Propagandakompanie „Südstern“

### Fremdenlegion
Nach 1945 rekrutierte Frankreich ehemalige deutsche Soldaten für die französische Fremdenlegion. Viele meldeten sich aus Kriegsgefangenenlagern und aufgrund der desolaten wirtschaftlichen Lage in der Heimat. Darunter waren auch ehemalige Angehörige der Waffen-SS, die mit dem Eintritt die Möglichkeit bekamen, eine neue Identität anzunehmen. Diese Möglichkeit gab es auch für Franzosen, die in der Waffen-SS-Division „Charlemagne“ gedient hatten.

### Übernahme ehemaliger SS-Angehöriger in die Bundeswehr nach 1961
Nach der Wiederbewaffnung blieb die neu gegründete Bundeswehr ehemaligen höheren Offizieren der Waffen-SS oberhalb des Dienstranges des Hauptsturmführers (entspricht dem Rang eines Hauptmannes) verschlossen. Der Personalgutachterausschuss hatte 1961 nach Überprüfung 159 ehemalige Offiziere, 330 Unteroffiziere und 210 Mannschaften der Waffen-SS in das Dienstverhältnis eines Berufssoldaten oder eines Soldaten auf Zeit berufen. Fünf ehemalige Angehörige der Waffen-SS wurden in der Bundeswehr später zu Generälen befördert. Dabei handelte es sich um die Brigadegenerale Günter Baer und Alfred Kendziora, die Generalmajore Gerhard Deckert und Michael Schwab sowie den Generalleutnant Werner Lange. Auch drei vormalige Generalstabsoffiziere des Heeres, die zeitweise zu den höheren Stäben der Waffen-SS kommandiert worden waren, wurden später Generale. Dabei handelte es sich um den Generalleutnant Leo Hepp und die beiden Brigadegenerale Kurt Marino von Einem und August Frede.

### Veteranen und Traditionsverbände nach 1945

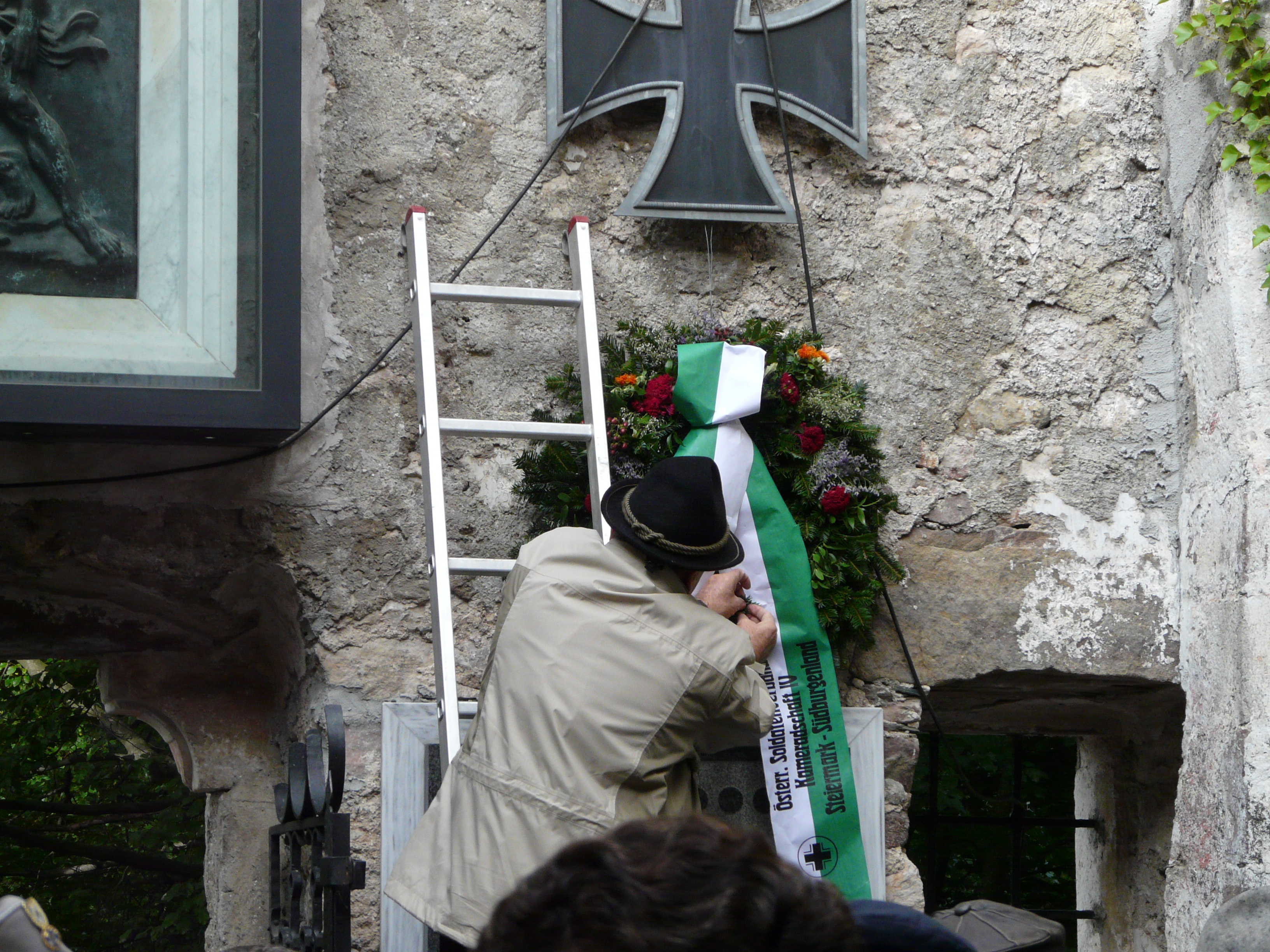
Kranzniederlegung des K IV Landesverbandes Steiermark – Südburgenland im Rahmen der Ulrichsbergfeier 2008

Die Veteranen der Waffen-SS schlossen sich zu einem Traditionsverband – der Hilfsgemeinschaft auf Gegenseitigkeit der Soldaten der ehemaligen Waffen-SS (HIAG) – zusammen, der bis in die 1970er-Jahre erheblichen Einfluss im Netzwerk der Soldaten- und Traditionsverbände hatte, aber auch intensive Kontakte zu den Parteien der Bundesrepublik pflegte. Erst in den 1980er-Jahren kam es zur Distanzierung: CDU-Bundestagsabgeordnete beendeten ihre Mitarbeit, die SPD beschloss die Unvereinbarkeit. Der Bundesverband der HIAG, der wegen seiner Verbindungen zu rechtsextremen Kreisen vom Verfassungsschutz beobachtet worden war, löste sich Ende 1992 auf. Bis heute bestehen Verbände aber weiterhin auf Landesebene. Auch die Zeitung des HIAG Der Freiwillige, die im rechtsextremen Munin-Verlag erscheint, wurde danach noch herausgegeben. Hauptinhalt dieser Publikation ist die Darstellung der Waffen-SS als normale kämpfende Truppe und Militärnostalgie; daneben finden sich auch geschichtsrevisionistische Artikel, die nicht allein die Geschichte der Waffen-SS betreffen. Neben der HIAG gilt in Österreich die „Kameradschaft IV“ (K IV) als Interessen- und Traditionsverband der Waffen-SS. Die Kameradschaft IV veranstaltet traditionell einen Tag vor dem Ulrichsbergtreffen in Kärnten einen Kameradschaftsabend in Krumpendorf am Wörthersee, der 1995 durch den Auftritt Jörg Haiders in die Schlagzeilen kam. Beim „Europaabend“ nehmen etliche ehemalige Mitglieder der Waffen-SS und Wehrmacht aus ganz Europa teil, bei dem neben ehemaligen Kriegsteilnehmern auch rechtsextreme Parteien und Neonazis wie Florentine Rost van Tonningen und Gudrun Burwitz, Tochter von Himmler, zu Gast sind. 1995 geriet auch Sören Kam in die Schlagzeilen, als er in Kärnten am Ulrichsbergtreffen der Veteranen der Waffen-SS in Krumpendorf teilnahm.
FPÖ-Landeshauptmann Jörg Haider sprach 1995 in Anwesenheit von Kam den anwesenden Waffen-SS-Soldaten seinen Dank aus:

„Dass es in dieser regen Zeit, wo es noch anständige Menschen gibt, die einen Charakter haben und die auch bei größtem Gegenwind zu ihrer Überzeugung stehen und ihrer Überzeugung bis heute treu geblieben sind. […] Wir geben Geld für Terroristen, für gewalttätige Zeitungen, für arbeitsscheues Gesindel, und wir haben kein Geld für anständige Menschen.“

Bei den Feierlichkeiten 2007 nahmen auch Mitglieder des flämischen rechtsradikalen Traditionsverbandes „Voorpost“ teil.

### Waffen-SS-Soldaten für Kuba
Im Oktober 2012 berichtete Bodo Hechelhammer in den Mitteilungen der Forschungs- und Arbeitsgruppe „Geschichte des BND“, dass Fidel Castro 1962 versuchte, ehemalige Offiziere der Waffen-SS als Ausbilder für seine Truppen zu werben. Über den Waffenhändler Ernst-Wilhelm Springer versuchte Kuba, Waffen zu kaufen.